# Бишофту
Бишофту — вулкан в Эфиопии, в области Оромия. Другое название Дебре Зейт связано с названием города, который расположен на данном вулканическом плато и является популярным туристическим объектом.
Вулкан Бишофту является вулканическое полем. Находится в 40 километрах к юго-востоку от Аддис-Абебы. Наивысшая точка достигает около 1850 метров. Состоит из шлаковых конусов, мааров, застывших лавовых потоков, вулканических образований из туфов, вулканических кратеров. Несколько мааров заполнено водой и образовали озёра, которые используются в рекреационных целях. Существует воздушное сообщение с Аддис-Абебой для этих целей. Присутствуют вулканические риолитовые породы.